# Evropska studentska unija
Evropska studentska unija (ESU) (енгл. European Students' Union) je krovna organizacija 46 nacionalnih unija studenata iz 40 država i predstavlja skoro 20 miliona studenata. Cilj ESU-a je predstavljanje i promovisanje obrazovnih, društvenih, ekonomskih i kulturnih interesa studenata na evropskom nivou ka svim relevantnim telima, pre svega ka Evropskoj uniji, Savetu Evrope i UNESCO-u. ESU predstavlja glas studenata Evrope kroz konsultativno članstvo u Bolonjskom procesu. ESU je punopravni član Evropskog omladinskog foruma a kandidat ESU-a je 2006. godine izabran njegovog za predsednika.

## Istorija
Dana 17. oktobra 1982. godine, sedam nacionalnih unija studenata iz Ujedinjenog Kraljevstva, Švedske, Islanda, Francuske, Danske, Norveške i Austrije uspostavili su Studentski informativni biro Zapadne Evrope (Western European Students Information Bureau (WESIB)) okupivši se u Stokholmu. U februaru 1990, WESIB je promenio ime u ESIB, prateći političke promene u tadašnjoj Evropi. 1992. godine ponovo je promenjeno ime u Nacionalne unije studenata u Evropi (National Unions of Students in Europe). Ovo se odrazilo na priznanje promenjene misije ESIB-a iz organizacije zadužene za prosto deljenje informacija u političku organizaciju koja je zastupala interese studenata pred evropskim institucijama. Od maja 2007. godine, u upotrebi je sadašnji naziv organizacije - Evropska studentska unija.
Tokom vremena, sedište ESU-a se menjalo i isprva je bilo u sedištima njegovih članica. Kada je WESIB osnovan, sedište mu je bilo u prostorijama SFS-a u Švedskoj (1982-1985), finansirajući se iz granda švedske vlade. Tokom 1985. grant je isticao pa je NUS UK ponudio da sedište WESIB-a bude u njihovim kancelarijama u Londonu. 1988. sedište se premestilo u kancelarije ÖH u Beču i ostalo je tamo sve do 2000. kada je odlučeno da se premesti u Brisel zbog neophodnosti postojanja lakšeg pristupa evropskim institucijama, pa je tada VVS bio domaćin organizaciji.

## Struktura
Najviši organ ESU-a je Skupština (Board Meeting), koji okuplja predstavnike svih nacionalnih unija studenata članica ESU-a. Skupština postavlja političke pravce organizacije i bira članove Izvršnog odbora koji vodi organizaciju.

### Izvršni odbor
Izvršni odbor (IO) se bira u jednogodišnjem mandatu. Bira ga Skupština, u kojoj svaka država (a ne organizacija) ima dva glasa. Predsednik i potpredsednici čine Predsedništvo ESU-a i odgovorni su za svakodnevno upravljanje organizacijom, zajedno sa sedam generalnih članova IO.
| Pozicija      | Pozicija       | Ime                | Država    |
| ------------- | -------------- | ------------------ | --------- |
| Predsedništvo | Predsednik     | Robert Napier      | Malta     |
| Predsedništvo | Potpredsednici | Gohar Hovhannisyan | Jermenija |
| Predsedništvo | Potpredsednici | Sebastian Berger   | Austrija  |
| Članovi IO    | Članovi IO     | Monika Skadborg    | Danska    |
| Članovi IO    | Članovi IO     | Nina De Winter     | Holandija |
| Članovi IO    | Članovi IO     | Hélène Mariaud     | Francuska |
| Članovi IO    | Članovi IO     | Rajko Golović      | Crna Gora |
| Članovi IO    | Članovi IO     | Daniel Altman      | Izrael    |
| Članovi IO    | Članovi IO     | Urša Leban         | Slovenija |
| Članovi IO    | Članovi IO     | Jakub Grodecki     | Poljska   |

## Punopravne članice
| Država                 | Ime                                                       | Lokalno ime                                                                                                | ESU skraćenica. |
| ---------------------- | --------------------------------------------------------- | --- | --------------- |
| Jermenija              | Jermenska nacionalna studentska asocijacija               | | ANSA            |
| Austrija               | Austrijsko studentsko udruženje                           | Österreichische Hochschülerinnen- und Hochschülerschaft                                                    | ÖH              |
| Belorusija             | Udruženje beloruskih studenata                            | Задзіночанне Беларускіх Студэнтаў                                                                          | BSA             |
| Belorusija             | Bratstvo organizacija studentskog samoupravljanja         | БОСС | BOSS            |
| Belgija                | Federacija frankofonih studenata                          | Fédération Des Etudiants Francophones                                                                      | FEF             |
| Belgija                | Flamanska unija studenata                                 | Vlaamse Vereniging van Studenten                                                                           | VVS             |
| Bosna i Hercegovina    | Unija studenata Republike Srpske                          | Unija studenata Republike Srpske                                                                           | USRS            |
| Bugarska               | Nacionalni zbor studentskih saveta u Republici Bugarskoj  | Nacionalno Predstavitelstvo na Studentskite Saveti v Republika Balgaria                                    | NASC            |
| Hrvatska               | Hrvatski studentski zbor                                  | Hrvatski studentski zbor                                                                                   | CSC             |
| Kipar                  | Pankiparska federacija studentskih unija                  | Pagkypria Omospondia Foititikon Enoseon                                                                    | POFEN           |
| Češka                  | Studentska komora savjeta ustanova visokog obrazovanja    | Studentská komora Rady vysokých škol                                                                       | SKRVS           |
| Danska                 | Unija studenata Danske                                    | Danske Studerendes Fællesråd                                                                               | DSF             |
| Estonija               | Federacija estonskih studentskih unija                    | Eesti Üliõpilaskondade Liit                                                                                | EUL             |
| Finska                 | Nacionalna unija univerzitetskih studenata Finske         | Suomen Ylioppilaskuntien Liitto, Finlands studentkårers förbund                                            | SYL, FSF        |
| Finska                 | Unija studenata finskih univerziteta primenjenih nauka    | Suomen opikselijakuntien liitto                                                                            | SAMOK           |
| Francuska              | Nacionalna federacija studentskih udruženja               | Fédération des Associations Générales d'Étudiants                                                          | FAGE            |
| Gruzija                | Asocijacija gruzijskih studentskih organizacija           | Georgian Student’s Organizations Association                                                               | GSOA            |
| Nemačka                | Slobodno udruženje studentskih tela                       | Freier Zusammenschluss von StudentInnenschaften                                                            | FZS             |
| Mađarska               | Nacionalna unija studenata Mađarske                       | Hallgatói Önkormányzatok Országos Konferenciája                                                            | HÖOK            |
| Island                 | Nacionalna unija islandskih studenata                     | Landssamtök íslenskra stúdenta                                                                             | LÍS             |
| Irska                  | Unija studenata Irske                                     | Aontas na Mac Léinn in Éirinn                                                                              | USI             |
| Izrael                 | Nacionalna unija studenata Izraela                        | התאחדות הסטודנטים בישראל تحاد الطلاب في إسرائيل                                                            | NUIS            |
| Italija                | Unija univerzitetskih studenata                           | Unione degli Universitari                                                                                  | UdU             |
| Letonija               | Studentska unija Letonije                                 | Latvijas Studentu apvienība                                                                                | LSA             |
| Litvanija              | Litvanska nacionalna unija studenata                      | Lietuvos Studentu Sajunga                                                                                  | LSS             |
| Luksemburg             | Nacionalna unija studenata Luksemburga                    | Union Nationale des Etudiant(e)s du Luxembourg                                                             | UNEL            |
| Malta                  | Savet univerzitetskih studenata                           | Kunsill Studenti Universitarji                                                                             | KSU             |
| Moldavija              | Studentski savez Moldavije                                | Alianta studentilor din Moldova                                                                            | ASM             |
| Crna Gora              | Studentski parlament Univerziteta Crne Gore               | Studentski parlament Univerziteta Crne Gore                                                                | SPUM            |
| Holandija              | Holandska nacionalna studentska unija                     | Interstedelijk Studenten Overleg                                                                           | ISO             |
| Holandija              | Holandska studentska unija                                | Landelijke Studentenvakbond                                                                                | LSVb            |
| Severna Makedonija     | Nacionalna studentska unija Makedonije                    | | NSUM            |
| Norveška               | Savez norveških studenata                                 | Norsk studentorganisasjon                                                                                  | NSO             |
| Poljska                | Studentski parlament Republike Poljske                    | Parlament Studentów Rzeczypospolitej Polskiej                                                              | PSRP            |
| Portugalija            | Akademski forum za informisanje i eksterno predstavljanje | Fórum Académico para Informação e Representação Externa                                                    | FAIRe           |
| Rumunija               | Nacionalni savez studentskih organizacija Rumunije        | Alianta Nationala a Organizatiilor Studentesti din Romania                                                 | ANOSR           |
| Srbija                 | Studentska konferencija univerziteta Srbije               | Studentska konferencija univerzitetâ Srbije                                                                | SKONUS          |
| Srbija                 | Studentska unija Srbije                                   | Studentska Unija Srbije                                                                                    | SUS             |
| Slovačka               | Studentski savet za visoko obrazovanje                    | Študetská Rada Vysokých Škôl                                                                               | SRVS            |
| Slovenija              | Studentska organizacija Slovenije                         | Studenska Organizacija Slovenije                                                                           | SSU             |
| Španija                | Koordinacija predstavnika studenata državnih univerziteta | Coordinadora de Representantes de Estudiantes de Universidades Públicas                                    | CREUP           |
| Švedska                | Švedska nacionalna unija studenata                        | Sveriges Förenade Studentkårer                                                                             | SFS             |
| Švajcarska             | VSS-UNES-USU                                              | Verband Schweizer Studierendenschaften Union des Etudiant-e-s de Suisse Unione Svizzera degli Universitari | VSS-UNES-USU    |
| Ukrajina               | Ukrajinski savez studentskog samoupravljana               | Українська асоціація студентського самоврядування                                                          | UASS            |
| Ujedinjeno Kraljevstvo | National Union of Students                                | | NUS-UK          |

Izvor:

### Kandidati za članstvo
Kandidati za članstvo su nacionalne unije studenata koje su podnele prijavu za članstvo u ESU ali još uvek im nije dodeljen status punopravnog člana od strane Skupštine. Kandidati za članstvo taj status zadržavaju za jednu godinu i moraju organizovati studijsku posetu od strane ESU-a da bi se osiguralo da ispunjavaju kriterijume za člana. U martu 2020. godine, ESU nije imao kandidata za članstvo.

## Napomene
1. ↑  Skraćeni naziv koji se koristi u ESU, a može se razlikovati od skraćenica koje se koriste u državama unija

## Spoljašnje veze
- Zvanični veb-sajt